# Esküvőfa
Az esküvőfa (németül: Hochzeitsbaum, angolul: wedding tree) állításának hagyományai a régmúltra nyúlnak vissza. A mai Németország területén az esküvő előtti készülődés témakörében találhatunk utalást főképpen bajor területeken. Az ifjú párnak egy magas, kivágott fát állítottak, a hagyományoknak megfelelően került a fára díszítésként – illetve az esküvői jókívánságokat megerősítve – a család, gyermekáldás jelképe, a gazdagság jelképe, a család foglalkozásának a jelképe. Babakelengye, ruhadarabok, becsomagolt dobozok, ajándékok, helyi városi jelképek díszítették a fát. Napjainkban ezt a hagyományt három változatban elevenítik fel. A hagyományos kis lombos fát vágnak ki vagy a német májusfaoszlopokhoz hasonló, Hochzeitsbaumot állítanak. Ennek fémből vagy fából készült karjaira ugyanúgy felkerülnek a hagyományos díszítőelemek. Az esküvőfa harmadik, modernebb változata a mai esküvők egyik új, játékos mozzanata, ahol a násznépet, az esküvő vendégeit is bevonják az esküvőfa elkészítésébe. Az előre vászonra vagy művészpapírra megfestett fa ágain a vendégek ujjlenyomatokat hagynak. Az előre kikészített tintapárnákon befestett ujjukkal, mintegy leveleket, lombot formázva hagynak ujjlenyomatot. Ez az ifjú párnak egy örök emlék, új közös otthonuk első darabja lehet.